# Ángel Serrano
Ángel Serrano Yubero, (nacido el 12 de marzo de 1942 en Madrid, Comunidad de Madrid; fallecido el 18 de junio de 2021 en Madrid, Comunidad de Madrid) fue un exjugador de baloncesto español. Su puesto natural en la cancha era el de alero.

## Trayectoria
De la cantera del Colegio Ateneo de Madrid, como jugador defendió los colores de Agromán durante 2 años, Canoe, (uno), Kas (cinco) y Breogán (nueve años). Como entrenador, trabajó en las categorías inferiores del Canoe, en el primer equipo del equipo de la calle Pez Volador, y el Breogán.

## Internacionalidades
Fue internacional con España en 23 ocasiones
. Participó en los siguientes eventos:
- Juegos Mediterráneos de 1967: 6 posición.
- Eurobasket 1967: 10 posición.

## Perfil como jugador
Fue ante todo un jugador de equipo, trabajador en defensa, con un buen tiro exterior.